# 정착

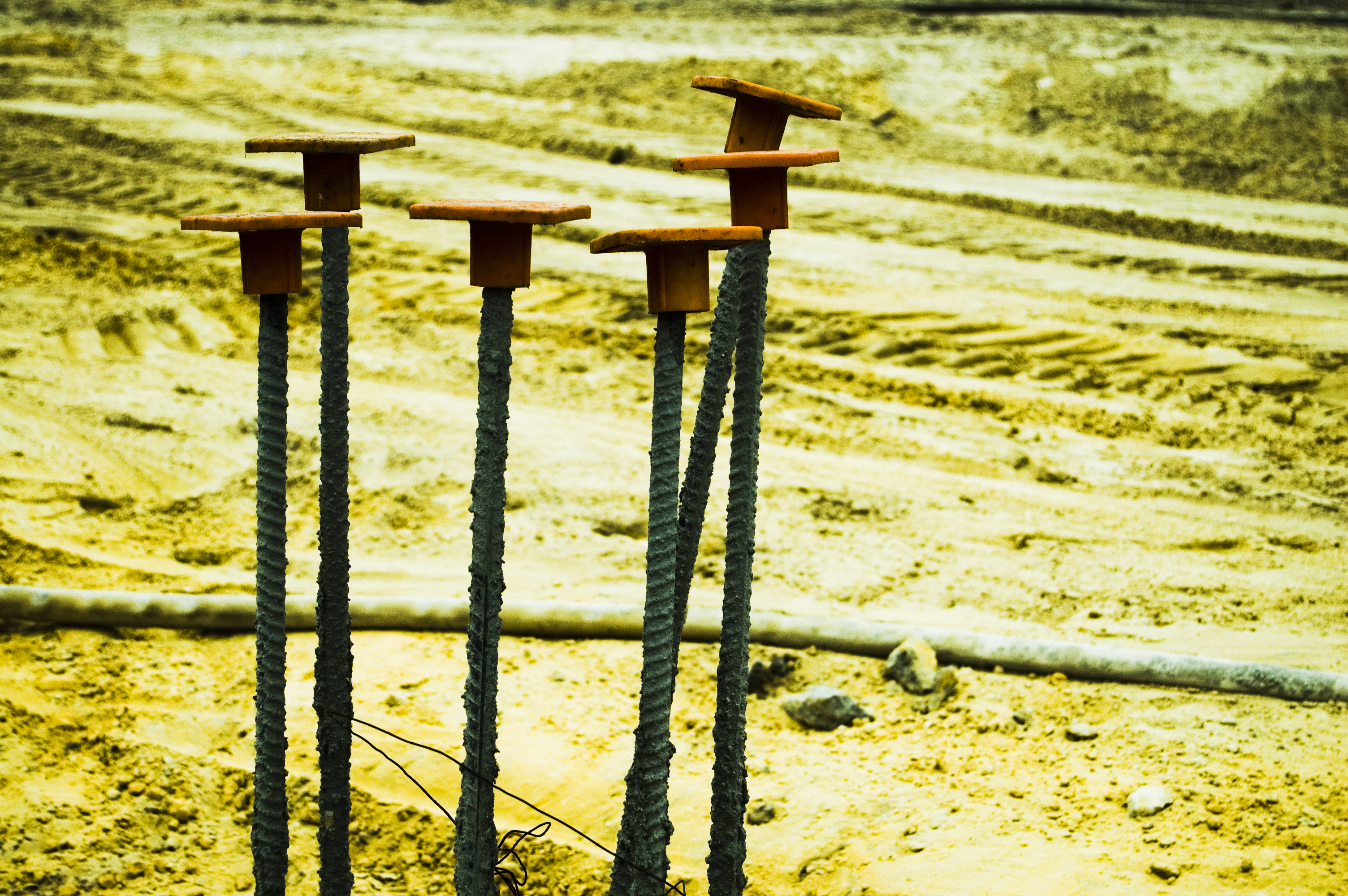
확대머리 이형철근

정착(Development)은 철근 끝이 콘크리트에서 빠져나오지 않도록 고정하는 것을 말한다. 정착의 방법은 철근 끝을 좀더 연장해서 콘크리트에 매입시키는 것(정착길이를 주는 방법), 갈고리에 의한 방법이 대표적이다. 그 외에 확대머리 이형철근을 사용하는 방법도 있다.

## 최소 정착길이

### 인장이형철근 최소 정착길이
인장이형철근 최소 정착길이는 기본정착길이 ldb에 보정계수를 곱해서 정하는 방법과 정밀식을 사용하는 방법이 있다. 기본정착길이 계산에서 {\displaystyle {\sqrt {f_{ck}}}\leq 8.4MPa}이어야 한다. 즉 {\displaystyle f_{ck}>70MPa}인 경우 더 이상 정착길이를 감소시키지 않는다. 또한 계산된 정착길이는 반드시 300mm 이상이어야 한다.
인장이형철근 기본정착길이
{\displaystyle l_{db}={\frac {0.6d_{b}f_{y}}{\lambda {\sqrt {f_{ck}}}}}}
db: 철근 공칭 지름(mm)
λ: 경량콘크리트계수
fy: 철근 항복강도
fck: 콘크리트 압축강도
보정계수
- 철근 위치계수 α
  - 상부철근인 경우 1.3
  - 그 외 1.0

- 철근 도막계수 β에폭시 도막된 철근

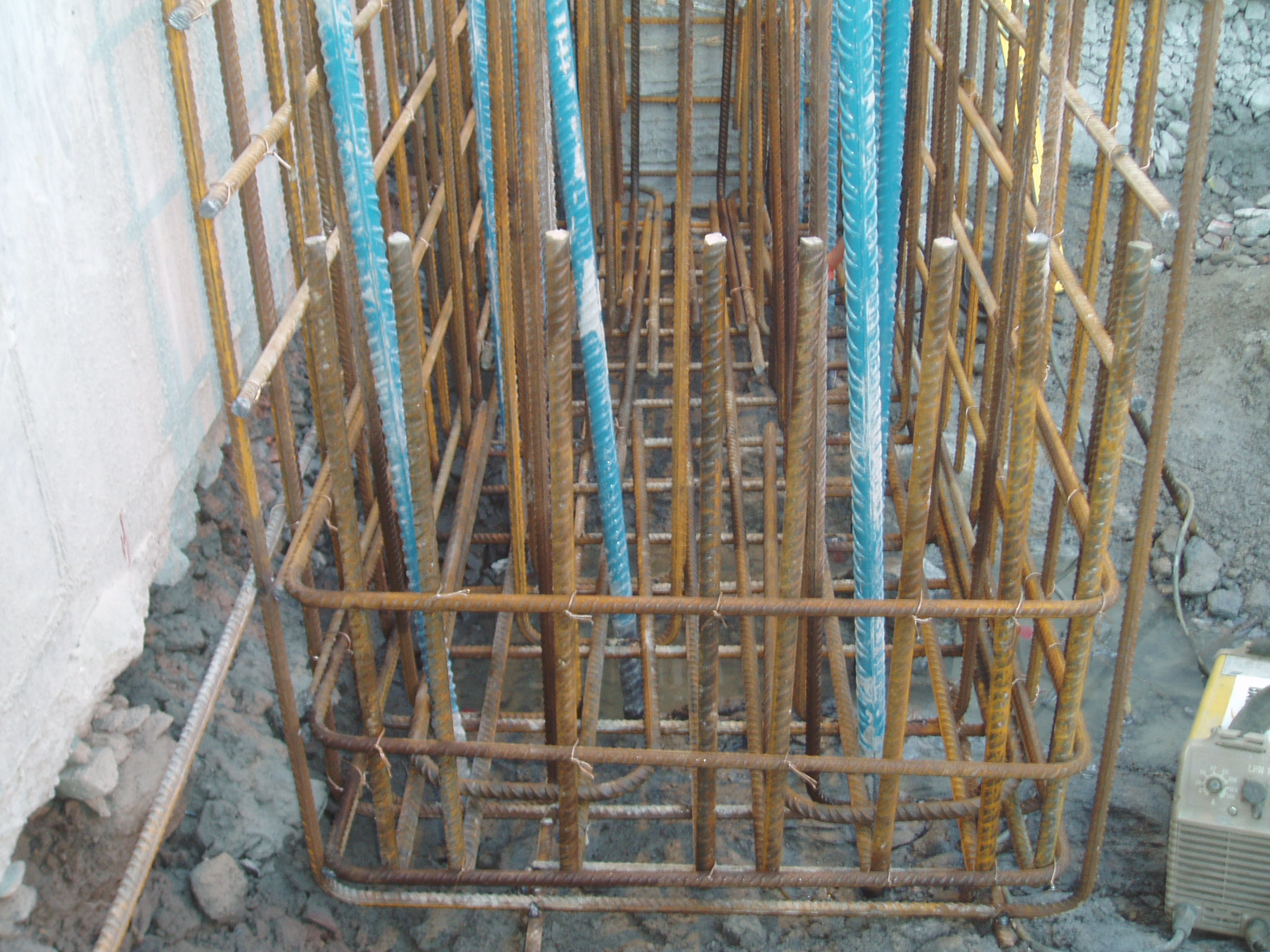
에폭시 도막된 철근

  - 피복두께 3db미만 또는 순간격 6db미만인 에폭시 도막철근 또는 철선: 1.5
  - 기타 에폭시 도막철근 또는 철선: 1.2
  - 아연도금 철근, 도막되지 않은 철근: 1.0

에폭시 도막철근이 상부철근인 경우 {\displaystyle \alpha \beta \leq 1.7}
- {\displaystyle {\frac {{\text{소 요 }}A_{s}}{{\text{배 근 }}A_{s}}}}: 휨부재에 배치되는 철근이 구조적인 해석에 의해 필요한 소요 철근량보다 많은 경우 {\displaystyle {\frac {{\text{소 요 }}A_{s}}{{\text{배 근 }}A_{s}}}}를 곱하여 정착길이를 줄일 수 있다.

| 조건 | D19 이하 철근 또는 이형철선 | D22 이상 철근 |
| --- | --------------------------- | ------------- |
| 1. 철근 순간격, 피복두께 모두 {\displaystyle \geq d_{b}} 2. 정착길이 구간에 구조기준에 따른 최소철근량 이상의 스터럽 또는 띠철근 배근 | 0.8αβ                       | 1.0αβ         |
| 1. 철근 순간격 {\displaystyle \geq 2d_{b}} 2. 피복두께 {\displaystyle \geq d_{b}}                                                     | 0.8αβ                       | 1.0αβ         |
| 기타 | 1.2αβ                       | 1.5αβ         |

### 압축이형철근의 최소 정착길이
압축이형철근 최소 정착길이는 압축이형철근 기본정착길이 ldb에 보정계수를 곱해 구하며, 200mm 이상이어야 한다.
압축이형철근 기본정착길이
{\displaystyle l_{db}={\frac {0.25d_{b}f_{y}}{\lambda {\sqrt {f_{ck}}}}}\geq 0.043d_{b}f_{y}\quad (f_{ck}\doteqdot 36MPa)}
보정계수
- {\displaystyle {\frac {{\text{소 요 }}A_{s}}{{\text{배 근 }}A_{s}}}}: 휨부재에 배치되는 철근이 구조적인 해석에 의해 필요한 소요 철근량보다 많은 경우 {\displaystyle {\frac {{\text{소 요 }}A_{s}}{{\text{배 근 }}A_{s}}}}를 곱하여 정착길이를 줄일 수 있다.
- 나선철근 또는 띠철근으로 둘러싸인 경우 ×0.75 (다음 두 조건 중 하나를 만족해야 함)
  - 지름 ≥6mm, 나선간격 ≤100mm인 나선철근이 사용된 경우
  - 중심간격 ≤100mm로 띠철근 요구조건에 따라 배근된 D13 띠철근으로 둘러싸인 경우

### 다발철근의 최소 정착길이
다발철근 정착길이는 철근 하나를 쓸 때의 정착길이 ld에 비해 증가시켜야 한다.
- 두 개 다발철근 정착길이 = ld
- 세 개 다발철근 정착길이 = 1.20×ld
- 네 개 다발철근 정착길이 = 1.33×ld

### 표준갈고리

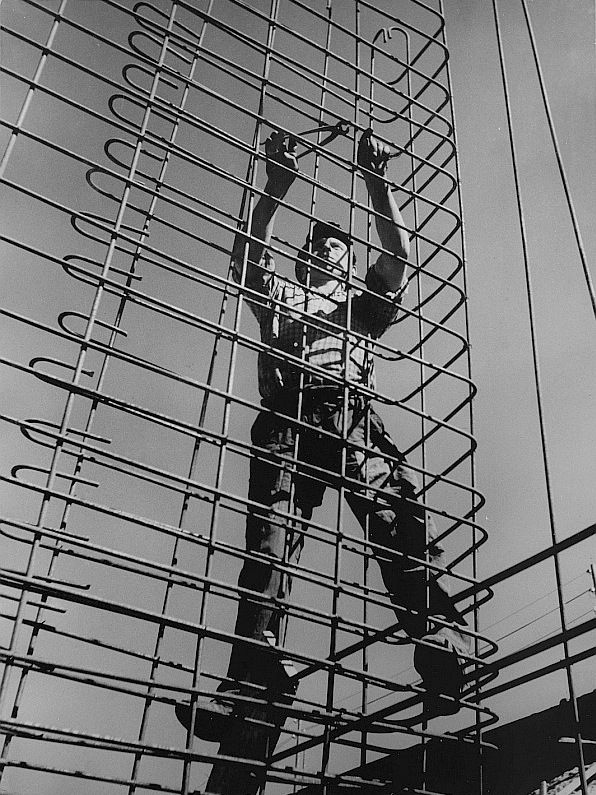
180도 갈고리가 포함된 사진

철근의 정착을 위해 철근 끝을 구부려서 갈고리를 만드는 경우가 있다. 이에 대한 규정은 다음과 같다.
표준 갈고리
- 180도 표준갈고리
- 135도 표준갈고리
- 90도 표준갈고리

- 주철근 표준갈고리
  - 180도 표준갈고리는 4db 이상, 60mm 이상 연장되어야 함
  - 90도 표준갈고리는 12db 이상 연장되어야 함
- 스터럽, 띠철근 표준갈고리
  - 90도 표준갈고리, D16 이하 철근: 6db 이상 연장
  - 90도 표준갈고리, D19, D22, D25 철근: 12db 이상 연장
  - 135도 표준갈고리, D25 이하 철근: 6db 이상 연장

### 표준갈고리 최소 정착길이
표준갈고리 최소 정착길이 ldh는 표준갈고리 기본정착길이 lhb에 보정계수를 곱해 구한다. 최소 정착길이는 8db, 150mm 이상이어야 한다.
표준갈고리 기본정착길이
{\displaystyle l_{hb}={\frac {0.24\beta d_{b}f_{y}}{\lambda {\sqrt {f_{ck}}}}}}
β: 인장이형철근 최소 정착길이 계산 시 사용하는 β와 동일.
보정계수
- D35 이하 철근에 대해, 피복두께에 대한 계수 0.7 적용조건(둘 중 하나 만족 시)
  - 갈고리 측면 피복두께 70mm 이상
  - 90도 갈고리인 경우 갈고리에서 콘크리트 긴 방향 끝까지 피복두께 50mm 이상
- D35 이하 철근에 대해, 띠철근, 스터럽에 대한 계수 0.8 적용조건
  - 90도 혹은 180도 갈고리가 포함된 ldh 구간에 3db 이하 간격으로 띠철근 또는 스터럽으로 둘러싼 경우이면서, 띠철근 또는 스터럽이 갈고리 구부러진 부분을 2db 거리 이내에서 둘러싸야 적용가능
  - fy > 550MPa인 경우 0.8 계수 적용 불가
- {\displaystyle {\frac {{\text{소 요 }}A_{s}}{{\text{배 근 }}A_{s}}}}: 휨부재에 배치되는 철근이 구조적인 해석에 의해 필요한 소요 철근량보다 많은 경우 {\displaystyle {\frac {{\text{소 요 }}A_{s}}{{\text{배 근 }}A_{s}}}}를 곱하여 정착길이를 줄일 수 있다.

### 확대머리 이형철근 최소 정착길이
확대머리 이형철근 최소 정착길이를 구하는 식을 적용하기 위해선 다음 조건을 만족해야 한다.
- 철근 설계기준항복강도 ≤ 400MPa
- 콘크리트 설계기준압축강도 ≤ 40MPa
- db ≤ 35mm
- 경량 콘크리트에 적용 불가. 보통중량콘크리트에 적용
- 확대머리 순지압면적 Abrg ≥ 4 × (철근 하나 단면적)
- 순피복두께 ≥ 2db
- 철근 순간격 ≥ 4db. 단, 상하기둥이 있는 보―기둥 접합부의 보 주철근인 경우 접합부 횡 보강철근이 0.3% 이상, 확대머리 뒷면이 횡보강철근 바깥면부터 50mm 이내에 있으면 철근 순간격 ≥ 2.5db여도 됨

## 휨철근의 정착
경사형, 계단형, 변단면 기초판, 브래킷, 깊은 보, 인장철근이 압축면에 평행하지 않은 부재들과 같이 철근응력이 휨모멘트에 직접 비례하지 않는 경우, 휨부재의 인장철근은 적절한 정착을 해야 한다.

### 정철근의 정착
정 모멘트(+)를 받는 철근을 정철근이라고 한다. 정철근에 대해서는 대표적으로 다음과 같은 규정들이 있다.
- 단순부재에서 정철근의 1/3 이상, 연속부재에서 1/4 이상을 부재의 같은 면을 따라 받침부까지 연장해야 함.

### 부철근의 정착
부 모멘트(-)를 받는 철근을 부철근이라고 한다. 부철근에 대해서는 대표적으로 다음과 같은 규정들이 있다.
- 받침부의 부모멘트에 저항하는 인장철근량의 1/3 이상은, 변곡점을 지나 다음 세 값 중 가장 큰 값 이상의 묻힘길이를 가져야 한다.
  - 부재 유효깊이 d
  - 12db
  - 순경간의 1/16

### 복부철근의 정착
복부철근은 피복두께, 다른 철근과의 간격 조건이 만족하여야 하며, 한 부재의 압축면과 인장면 가까이까지 연장되어야 한다.

## 같이 보기
- 부착
- 겹침이음
- 절단 (철근 콘크리트 공학)

## 참고 문헌
- 윤영수 (2013). 《철근콘크리트 역학 및 설계》 3판. 씨아이알. ISBN 978-89-97776-52-8.
- 이학민 (2016년 8월 20일). 《토목설계》 4판. 탑스팟. ISBN 9791186814499.